# Мінато (район Токіо)
35°39′28.90″ пн. ш. 139°45′05.51″ сх. д. / 35.6580278° пн. ш. 139.7515306° сх. д.
Міна́то (яп. 港区, みなとく, МФА: [mʲinato ku̥], «Портовий район») — особливий район в японській столиці Токіо.

## Географія
Площа району Мінато на 1 жовтня 2008 становила близько 20,34 км².

## Населення
Населення району Мінато на 1 липня 2011 становило близько 206 374 осіб. Густота населення становила 10 146,2 осіб/км².

## Влада

### Посольства
- Посольство України в Японії

## Освіта
- Йокогамський державний університет (додатковий кампус)
- Токійський океанографічний університет (головний кампус)
- Токійський технічний університет (додатковий кампус)
- Токійський університет (додатковий кампус)
- Університет дослідження планування
- Університет Кейо

## Туризм
- Токійська вежа

## Галерея

Розташування